# Dendrocopos syriacus
Dendrocopos syriacus là một loài chim trong họ Picidae.

## Hình ảnh

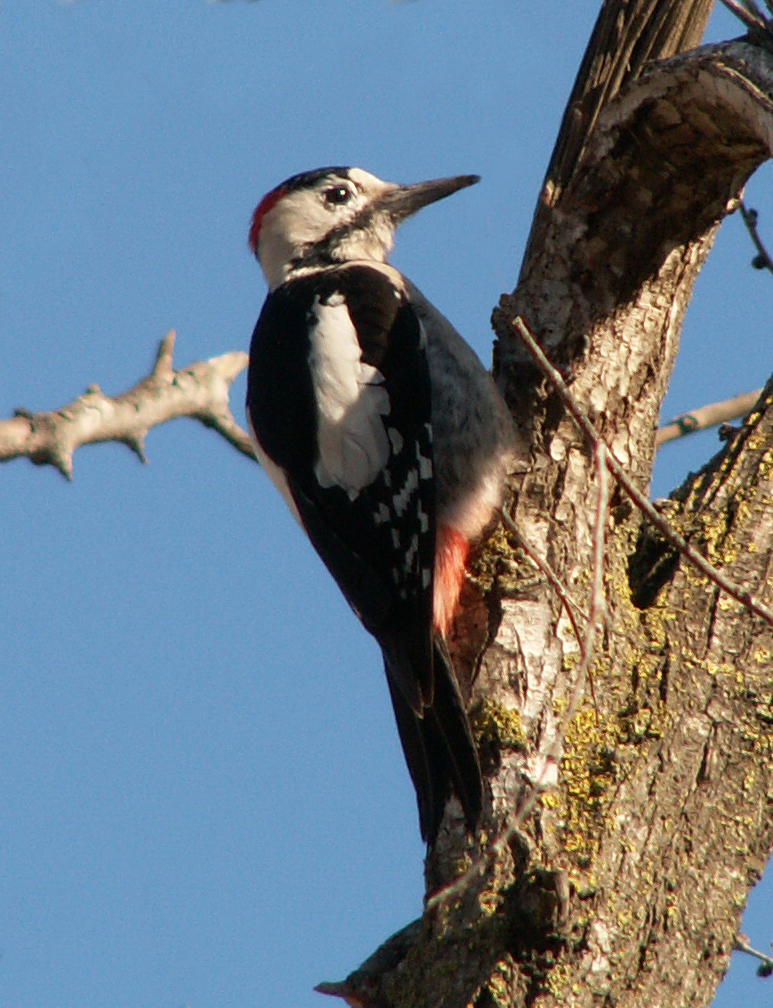
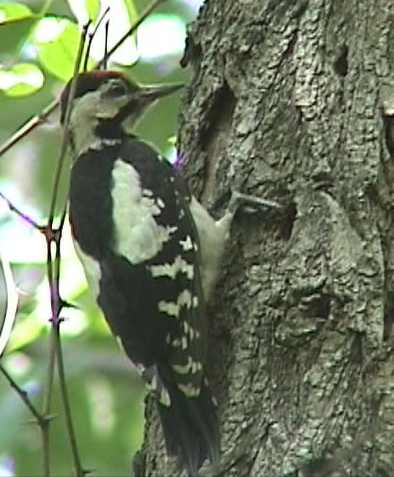
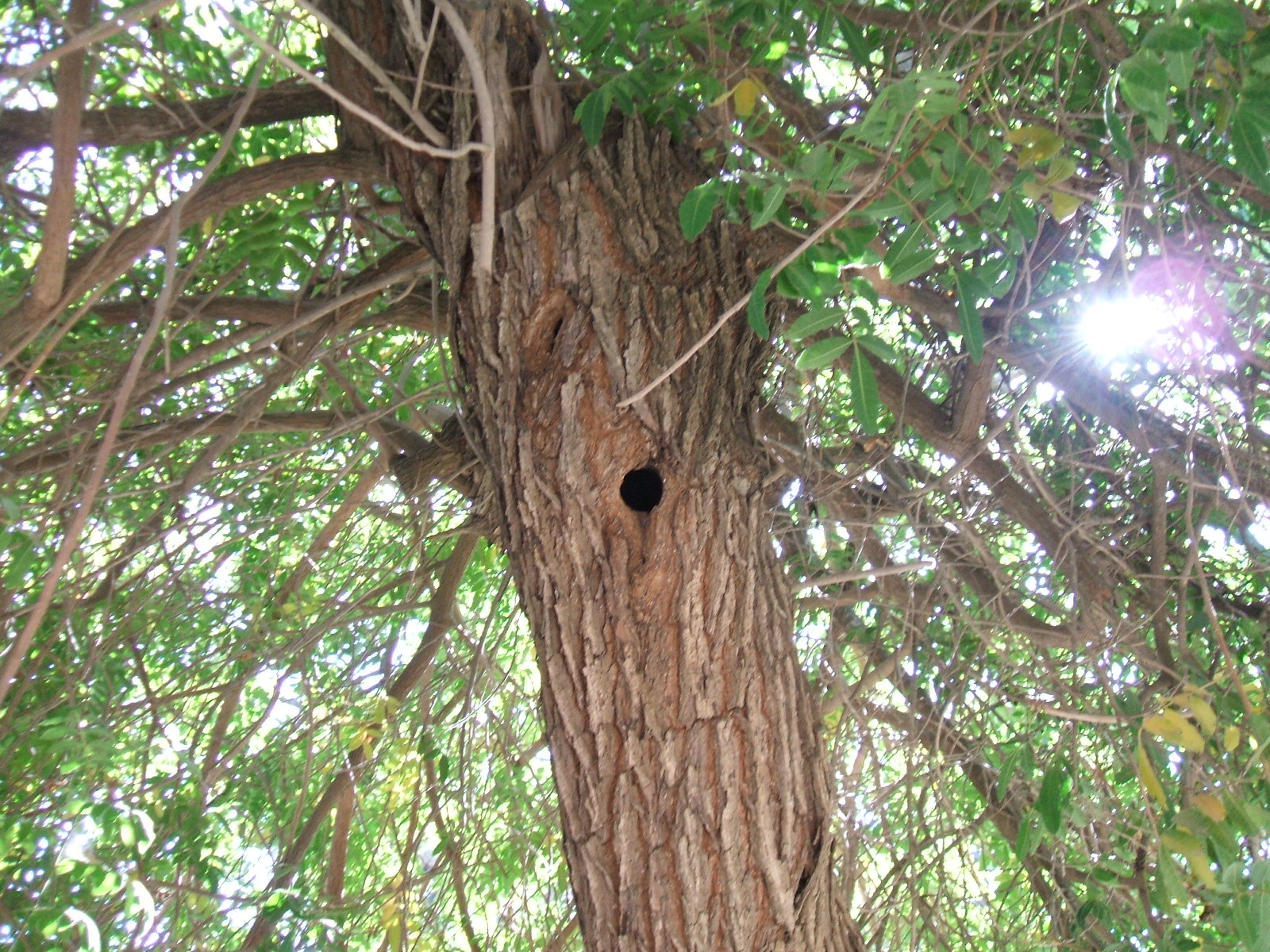